# Фудбалска репрезентација Сент Китса и Невиса
Фудбалска репрезентација Сент Китса и Невиса (енгл. Saint Kitts and Nevis national football team) је фудбалски тим који представља Сент Китс и Невис на међународним такмичењима под контролом Фудбалског савеза Сент Китса и Невиса који се налази у оквиру Карипске фудбалске уније и Конкакаф-а. Такође је члан ФИФА.
Надимак „Слатки момци” (The Sugar Boyz) су добили због узгајања шећера на острву Ст. Китс.

## Историја
Први званични меч који су одиграли Сент Китс и Невис било је 17. јуна 1979. године у гостима против Јамајке. Јамајка је победила 2:1. Јамајка је такође победила у узвратној утакмици у Сент Китсу и Невису.
Сент Китс и Невис направили су изненађујући пласман у треће коло (групну фазу) Конкакафа квалификацијама за Светско првенство у фудбалу 2006., али су у групној фази били надиграни и нису се пласирали даље. Сент Китс и Невис завршили су други на Купу Кариба 1997. године, а четврти 1993. године.
У новембру 2015. године тим је отпутовао у Европу на утакмице против Андоре и Естоније, прве утакмице нације у историји против европских противника. Девон Елиот је постигао једини погодак у победи над Андором од 1:0 и донео прву европску победу Сент Китс и Невис. Елиот је тиме постао први играч Ст. Китса и Невиса који је постигао гол против европске екипе. Резултат је то била и прва победа екипе ФСКа у гостима над европском страном на гостујућем терену.

## Такмичарска достигнућа

### Куп Кариба
| Куп Кариба | Куп Кариба            | Куп Кариба            | Куп Кариба            | Куп Кариба            | Куп Кариба            | Куп Кариба            | Куп Кариба            |
| Година     | Коло                  | Ута.                  | Поб.                  | Нер.                  | Изг.                  | ГД                    | ГП                    |
| ---------- | --------------------- | --------------------- | --------------------- | --------------------- | --------------------- | --------------------- | --------------------- |
| 1989.      | Нису се квалификовали | Нису се квалификовали | Нису се квалификовали | Нису се квалификовали | Нису се квалификовали | Нису се квалификовали | Нису се квалификовали |
| 1990.      | Нису се квалификовали | Нису се квалификовали | Нису се квалификовали | Нису се квалификовали | Нису се квалификовали | Нису се квалификовали | Нису се квалификовали |
| 1991.      | Нису се квалификовали | Нису се квалификовали | Нису се квалификовали | Нису се квалификовали | Нису се квалификовали | Нису се квалификовали | Нису се квалификовали |
| 1992.      | Нису се квалификовали | Нису се квалификовали | Нису се квалификовали | Нису се квалификовали | Нису се квалификовали | Нису се квалификовали | Нису се квалификовали |
| 1993.      | Четврто место         | 5                     | 2                     | 1                     | 2                     | 16                    | 8                     |
| 1994.      | Нису се квалификовали | Нису се квалификовали | Нису се квалификовали | Нису се квалификовали | Нису се квалификовали | Нису се квалификовали | Нису се квалификовали |
| 1995.      | Нису се квалификовали | Нису се квалификовали | Нису се квалификовали | Нису се квалификовали | Нису се квалификовали | Нису се квалификовали | Нису се квалификовали |
| 1996.      | Групна фаза           | 3                     | 0                     | 1                     | 2                     | 3                     | 10                    |
| 1997.      | Друго место           | 4                     | 2                     | 0                     | 2                     | 4                     | 8                     |
| 1998.      | Нису се квалификовали | Нису се квалификовали | Нису се квалификовали | Нису се квалификовали | Нису се квалификовали | Нису се квалификовали | Нису се квалификовали |
| 1999.      | Групна фаза           | 3                     | 0                     | 0                     | 3                     | 0                     | 9                     |
| 2001.      | Групна фаза           | 3                     | 1                     | 1                     | 1                     | 7                     | 8                     |
| 2005.      | Нису се квалификовали | Нису се квалификовали | Нису се квалификовали | Нису се квалификовали | Нису се квалификовали | Нису се квалификовали | Нису се квалификовали |
| 2007.      | Нису се квалификовали | Нису се квалификовали | Нису се квалификовали | Нису се квалификовали | Нису се квалификовали | Нису се квалификовали | Нису се квалификовали |
| 2008.      | Нису се квалификовали | Нису се квалификовали | Нису се квалификовали | Нису се квалификовали | Нису се квалификовали | Нису се квалификовали | Нису се квалификовали |
| 2010.      | Нису се квалификовали | Нису се квалификовали | Нису се квалификовали | Нису се квалификовали | Нису се квалификовали | Нису се квалификовали | Нису се квалификовали |
| 2012.      | Нису се квалификовали | Нису се квалификовали | Нису се квалификовали | Нису се квалификовали | Нису се квалификовали | Нису се квалификовали | Нису се квалификовали |
| 2014.      | Нису се квалификовали | Нису се квалификовали | Нису се квалификовали | Нису се квалификовали | Нису се квалификовали | Нису се квалификовали | Нису се квалификовали |
| 2017.      | Нису се квалификовали | Нису се квалификовали | Нису се квалификовали | Нису се квалификовали | Нису се квалификовали | Нису се квалификовали | Нису се квалификовали |
| Укупно     | 5/18                  | 18                    | 5                     | 3                     | 10                    | 26                    | 43                    |